# Isioma Daniel
Isioma Daniel (Nigeria, 1981) è una giornalista nigeriana.

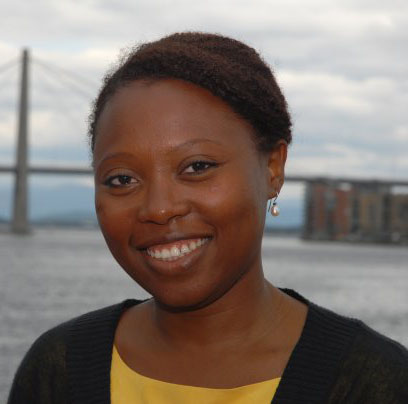
Isioma Daniel

Nel 2002 fu costretta a lasciare il suo paese per rifugiarsi in Norvegia dopo che un suo commento su Maometto giudicato blasfemo provocò scontri di piazza che costarono oltre 200 vittime e lei stessa fu fatto oggetto di una fatwā che la condannava a morte.

## Biografia
Isioma (nome che in lingua Igbo significa "buona fortuna") è nata in Nigeria nel 1981. Dopo gli studi primari e secondari in Nigeria, a 17 anni si trasferì nel Regno Unito per studiare giornalismo e politica, diplomandosi all'età di 20 anni. Dopo aver lavorato gratuitamente per qualche tempo per alcune riviste londinesi, ritornò in Nigeria nel 2002.
Nell'agosto 2002 cominciò a lavorare per il quotidiano "This Day" di Lagos ma, sottopagata, necessitava ancora del sostegno economico della famiglia per far fronte alle sue esigenze personali tanto che cominciò a considerare l'ipotesi di abbandonare il giornalismo per cercare un'altra occupazione più remunerativa. Il 15 novembre fu comunque incaricata di scrivere un commento per accompagnare un articolo sul concorso per Miss Mondo che si sarebbe tenuto proprio a Lagos nei giorni successivi.
Il 16 novembre il suo articolo è pubblicato. Tra l'altro, facendo riferimento a precedenti proteste della comunità musulmana sul concorso, riguardo alle concorrenti affermò che "Maometto probabilmente avrebbe scelto una di loro come moglie".
La reazione della comunità musulmana fu immediata e le proteste sfociarono ben presto in violenti scontri con i cristiani, soprattutto nello stato di Kaduna (facente parte della federazione nigeriana) dove l'anno prima si erano già lamentati 2.000 morti durante altri scontri di piazza provocati dalla protesta dei cristiani verso l'introduzione della Sharia. Dopo diversi giorni di furiosi combattimenti si contarono oltre 200 vittime, più di 1.000 i feriti ed 11.000 senzatetto.
Isioma Daniel diede immediatamente le dimissioni assieme al redattore capo del giornale Simon Kolawole, che aveva chiesto anche formalmente scusa per l'articolo pubblicato. Con l'aggravarsi della situazione Daniel scappò a Cotonou in Benin ospite di amici di famiglia dove seppe della promulgazione di una Fatwa contro di lei per blasfemia.
Del suo caso si interessarono immediatamente Amnesty International ed il Comitato per la protezione dei giornalisti. Alla fine l'Alto commissariato per i rifugiati delle Nazioni Unite le fece avere un lasciapassare (era senza passaporto) per la Norvegia dove si è trasferita il 31 dicembre del 2002, lavora e studia per conseguire un diploma in letteratura inglese.
Ha messo su il sito internet www.isioma.net alle persone nella sua stessa condizione.

## La controversia
Nell'articolo Daniel prendeva in esame gli argomenti a favore e contro il concorso e si chiedeva se l'economia del suo paese ne avrebbe beneficiato. Considerò anche le motivazioni che avevano portato la gara proprio in Nigeria, considerando anche il dissenso espresso da molti musulmani che reputavano immorale ospitare le concorrenti che si mostravano per vanità. A questo proposito scrisse:
(The Herald, intervista di Michael Tierney del 16 maggio 2005)
Questo accostamento tra Maometto ed il concorso e la chiara allusione ai costumi sessuali del profeta infiammò gli animi dei musulmani ed il governo dello Stato settentrionale di Zamfara emise una fatwa che condannava a morte Daniel per blasfemia. Mamuda Aliyu Shinkafi, il governatore dello Stato, si rivolse ai leader religiosi riuniti a Gusau, la capitale, dicendo: "Come già per Salman Rushdie, il sangue di Isioma Daniel può essere versato". In un successivo messaggio radiofonico confermò il giudizio affermando: "è un dovere per tutti musulmani, ovunque siano, di considerare l'uccisione dell'autrice come un dovere religioso".

Si ricorda, a questo proposito, che qualche mese prima proprio in Nigeria Amina Lawal era stata condannata alla lapidazione per adulterio, sempre con una fatwa. Per questa ragione alcune delle partecipanti al concorso si erano ritirate per protesta. Fortunatamente, in seguito Amina fu assolta.
Nonostante tutto il concorso continuò fino a che la situazione non precipitò: tra le comunità musulmana e cristiana scoppiarono dei violentissimi scontri che in pochi giorni causarono oltre 200 vittime, più di 1.000 i feriti ed 11.000 i senzatetto soprattutto nello stato di Kaduna (facente parte della federazione nigeriana) dove l'anno prima si erano già lamentati 2.000 morti durante altri scontri di piazza provocati dalla protesta dei cristiani verso l'introduzione della Sharia.
A questo punto le concorrenti scapparono ed il concorso continuò a Londra mentre il primo ministro addossava all'articolo tutta la responsabilità degli scontri. Daniel rassegnò le sue dimissioni dal giornale nascondendosi con l'aiuto dei genitori, il redattore Simon Kolawole fu arrestato mentre il capo redattore e direttore del giornale Nduka Obaigbena inviò una delegazione a Zamfara per chiarire la questione.
A novembre, con l'aiuto del padre, Daniel scappò a Cotonou nella vicina Benin da dove, grazie all'intervento di Amnesty International ed il Comitato per la protezione dei giornalisti prima e dell'Alto commissariato per i rifugiati delle Nazioni Unite poi, ottenne un lasciapassare (era senza passaporto) per la Norvegia dove si è trasferita il 31 dicembre del 2002.